# Ștefan Petrișor
Petrișor Ștefan (n. 1867, Pecica, jud. Arad - d. 1963, Pecica, jud. Arad) a fost un deputat în Marea Adunare Națională de la Alba Iulia, organismul legislativ reprezentativ al „tuturor românilor din Transilvania, Banat și Țara Ungurească”, cel care a adoptat hotărârea privind Unirea Transilvaniei cu România, la 1 decembrie 1918.:p. 77

## Biografie
Petrișor Ștefan a fost agricultor. Studii: școala primară.:p. 16